# زبكا
زبكا هي قرية في مقاطعة بيرانشهر، إيران. عدد سكان هذه القرية هو 191 في سنة 2006.